# Haliplus mutchleri
Haliplus mutchleri är en skalbaggsart som beskrevs av Wallis. Haliplus mutchleri ingår i släktet Haliplus och familjen vattentrampare. Inga underarter finns listade i Catalogue of Life.